# معركة جزين (1982)
وقعت معركة جزين في 8 يونيو 1982 بين قوات الدفاع الإسرائيلية (IDF) والجيش السوري في المدينة اللبنانية جزين. وكانت المعركة الأولى بين إسرائيل وسوريا في حرب لبنان 1982. ونتج عنها احتلال إسرائيل للمدينة.

## مقدمة الأحداث
تتمتع مدينة جزين بأهمية إستراتيجية نظرًا لموقعها بالقرب من ملتقى طرق؛ حيث يمر بها أحد الطرق ويؤدي إلى وادي البقاع في الجنوب والآخر جهة الشمال إلى جبل الباروك ويمر غربًا بـبحيرة القرعون. وسارت فرقة مناحيم عينان في طريق ينتهي عند مفترق طرق في غرب مدينة جزين، ولذلك كان لزامًا عليها المرور من المدينة. ولا بد أن تحصل قوات الدفاع الإسرائيلية على إذن من القوات المسيطرة على المدينة وملتقى الطرق للعبور إلى وادي البقاع في الجنوب من جهة الغرب. وكانت كتيبة المشاة 424 السورية متمركزة في المدينة. وفي يوم 7 يونيو، اكتشفت القوات السورية تقدم إحدى الفرق الإسرائيلية جهة الشمال، فبعثت بعدة فرق كوماندوز وكتيبة دبابات لنصب كمين للقوات الإسرائيلية أثناء سيرها إلى جزين.
في ليلة الثلاثاء يوم 8 يونيو، صرّح وزير الدفاع الإسرائيلي أرئيل شارون في اجتماع عقد في مقر القيادة الشمالية للجيش الإسرائيلي قائلاً، «نعلم الآن أنه ستحدث مواجهة مباشرة مع الجيش السوري» وأقترح أنه من الأفضل التوغل في الأراضي اللبنانية. وقال للضباط الآخرين «نحتاج إلى وضع خطة لأننا نعلم أننا سنقاتل السوريين غدًا». ولم يكن قد نما إلى علم إسرائيل بعد أن كتيبة دبابات سورية مصغرة ووحدة كوماندوز قد انضمت إلى قوات الدفاع في مدينة جزين.
صدرت أوامر إلى عينان بالوصول إلى الطريق السريع الرئيسي في أسرع وقت ممكن. وقد تجنب مفترق الطرق عند اقترابه من المدينة الساعة 00:1 صباحًا يوم الثلاثاء 8 يونيو. وترك خلفه قوة لعرقلة من يلحق به بينما انطلق شمالاً. وتوجهت قوة العرقلة إلى المنحدر المطل على المدينة وفتحت النيران على القوات السورية. ولم تهجم على المدينة، ولكن نشبت معركة وخسرت قوات الدفاع الإسرائيلي دبابتين. وفي هذه الأثناء، اكتشفت طائرة تجسس إسرائيلية قوة سورية تتحرك إلى الجنوب عن طريق جبال الشوف في اتجاه مدينة جزين. وقامت طائرات القوات الجوية الإسرائيلية بمهاجمة هذه القوة السورية بدقة. ولم تستخدم الصواريخ أرض-جو (SAM) السورية ضدهم.

## المعركة

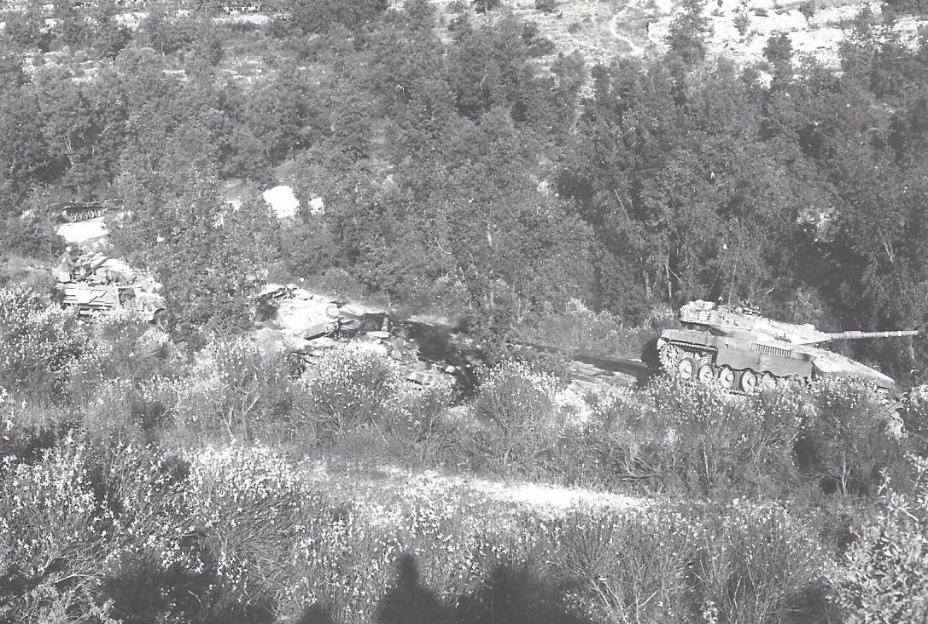
دبابة ميركافا إسرائيلية يقودها قائد السرية النقيب تسور ماور (قتل في المعركة)، تجاوز دبابتين تي-62 قام بتدميرهما بالقرب من مدينة جزين

عبر اللواء 460 مدرع، بقيادة الكولونيل حجاي كوهين، نهر الليطاني من فوق جسر الخردلي في يوم الاثنين 8 يونيو. وكان من المفترض أن يتبع الرطل المتجه إلى الطريق السريع بيروت-دمشق. وبعد اكتشاف القوة السورية المتجهة جنوبًا، طلب منه تغيير مساره والتوجه شرقًا من خلال مدينة جزين. وفي تلك اللحظة، اقتنع حجاي كوهين أن قتال الجيش السوري أصبح وشيكًا. بعد الساعة 30:1 مساءً بقليل، أمر اللواء أفيجدور بن جال، قائد القطاع الشرقي، كوهين بالاستعداد للهجوم على المدينة. ولم يكن لدى كوهين قوات مدفعية أو مشاة. وحاول أن يجعل ضابط المدفعية بفرقة عينان يرسل وحدة مدفعية إليه، ولكن بحلول الساعة 00:2 صباحًا أمره بن جال بالهجوم فورًا.
انتظرت فرقة دبابات تابعة للكتيبة 198 عند ضواحي المدينة، بينما تحركت أخرى إلى الشارع الرئيسي. وعندما وصلت إلى وسط المدينة، هجمت عليها مدافع أر بي جي وقنابل من مبانٍ عديدة. ونجحت الفرقة في شق طريقها عبر المدينة ودمرت ثلاث دبابات تي-62 متمركزة لإغلاق طريق الخروج. وتعرضت الفرقة السابقة لهجوم من قوات كوماندوز سورية باستخدام صواريخ ساغر دمرت ثلاث دبابات. وانسحبت الفرقة. والآن، انقسمت الكتيبة الإسرائيلية بين جانبي المدينة، في حين كانت القوات السورية مرابطة بقوة فيها.
وفي تلك المرحلة، أرسل الكولونيل كوهين كتيبته الثانية، الكتيبة 196، إلى مقدمة المواجهة. ودخلت إحدى فرقها المدينة، ولكنها أخذت بعد ذلك منعطفًا خاطئًا في أحد تفرعات الطريق ووصلت إلى طريق مسدود. وأصبحت الآن متمركزة في منطقة مسيطرة مرتفعة، ولكنها مكشوفة لنيران الأسلحة السورية خلف سلسلة التلال في الجهة المقابلة الواقعة جنوب شرق المدينة. وفي بضع دقائق، فقدت الفرقة دبابتين، ولكنها استمرت في توفير نيران التغطية لباقي القوة من سلسلة التلال. واستمرت الفرق الأخرى في قتال القوات السورية حتى وصلت الفرقة التي دخلت المدينة قرية هونا المجاورة. وفي طريقها إلى القرية، دمر طاقم دبابات قائد السرية تسور ماور ست دبابات تي-62 سورية كانت متمركزة بشكل جيد ونصبت كمينًا حول كل زاوية في الطريق المتعرج. وبعد ذلك، قامت دبابة سورية بقتل النقيب ماور وفرقته، ولكن القوات الإسرائيلية دمرتها لاحقًا. وسقطت مدينة جزين في يد القوات الإسرائيلية بهبوط الليل. وفي الليل، كانت الفرق المسلحة، غير المدربة على قتال المشاة، ما زالت تقاتل حتى بزوغ الفجر عددًا كبيرًا من قوات الكوماندوز السورية التي كانت تحاول الهجوم على الدبابات. وتم تدمير فرق الكوماندوز في تلك الليلة دون إلحاق المزيد من الخسائر في صفوف القوات الإسرائيلية.

## التداعيات
كان الرئيس السوري حافظ الأسد مقتنعًا أن إسرائيل تكذب عندما أعلنت أنها ترغب فقط في توجيه ضربة إلى منظمة التحرير الفلسطينية (PLO)، وأنها كانت ترغب في الحقيقة في قتال سوريا. وقرر الإسراع في نشر الفرقة المدرعة الثالثة في وادي البقاع وأرسل كتائب كوماندوز إضافية إلى لبنان.
وفي ظهر يوم الثلاثاء، أرسلت سوريا خمس سرايا صواريخ أرض جو إضافية إلى لبنان. ورأت إسرائيل أن إدخال الصواريخ أرض جو إلى لبنان عن طريق هضبة الجولان يمثل إشارة على أن سوريا لا ترغب في توسيع نطاق الحرب. واعتبرت القوات الجوية الإسرائيلية ذلك بمثابة إشارة مشجعة وقررت البدء في عملية الصرار 19.<ref name="grant">Grant، Rebecca. "The Bekaa Valley Ward". Air Force Magazine Online. ج. 85 ع. June 2002. مؤرشف من الأصل (&nbsp;– Scholar search) في 2008-05-28. اطلع عليه بتاريخ 2008-09-10. {{استشهاد بدورية محكمة}}: روابط خارجية في |صيغة= (مساعدة)